# Agnès Varda
Agnès Varda, nata Arlette Varda (Ixelles, 30 maggio 1928 – Parigi, 29 marzo 2019), è stata una regista, sceneggiatrice e fotografa belga.
Esponente di spicco della Nouvelle Vague, ha diretto diversi film acclamati dalla critica, tra cui il celebre Cleo dalle 5 alle 7.

## Biografia
Nata in Belgio da padre greco e madre francese, si trasferì poi con la famiglia a Sète (nel dipartimento dell'Hérault) e, successivamente, a Parigi dove lavorò come fotografa al Théâtre national populaire, all'epoca diretto da Jean Vilar. A 18 anni decise di cambiare legalmente il suo nome da Arlette ad Agnès. In questi stessi anni adottò la pettinatura a caschetto che non abbandonerà mai. Disse: «Era pratico non cambiare. Mi permetteva di non lottare per essere bella, essere giovane, fare meglio delle altre. Ho provato a essere così, a fare quel che dovevo fare».
Nel 1954, con mezzi modesti, girò il suo film di debutto La pointe courte con Philippe Noiret come interprete e con il montaggio di Alain Resnais. È un film che ha lasciato il segno perché portò un soffio di libertà nel cinema francese. Da quel momento portò avanti un modo di fare cinema intimo e personale, e il più delle volte raccontò le complessità dell’animo femminile, per questo è stata definita spesso dalla critica la prima regista femminista. Nel 1961 diresse il suo secondo lungometraggio: Cleo dalle 5 alle 7 (Cléo de 5 à 7), un film su due ore della vita di una cantante, che dopo un passato sregolato aspetta di conoscere i risultati delle analisi per sapere se sia affetta da un cancro. Girò poi altri lungometraggi che fecero di lei, negli anni '60, una rappresentante della Nouvelle Vague, nonostante lei rifiutasse tale etichetta. 
Agnès Varda è considerata la pioniera della Nouvelle Vague, unica donna nel club maschile accanto a Truffaut e Godard. «Ero la prima donna-autore. Dopo il mio mediometraggio "La pointe courte", ero tutta sola in quella grande ondata della Nouvelle Vague che seguì, ero l’alibi, l’errore. Ma me ne fregavo, facevo i miei film e basta. Dopo ci sono state le registe della rivolta femminista. Ma è stato un fuoco di paglia, non mi sono lasciata intruppare. Però mi sono battuta perché le donne avessero ruoli tecnici e creativi come operatrici, scenografe. Per cui mi sono fatta la fama di femminista emmerdeuse», ha raccontato nel 2000 a Manuela Grassi di Panorama. 
Nel 1965 grazie al film Il verde prato dell'amore, storia di rapporti uomo-donna con tema la libertà amorosa, ottenne l'Orso d'argento, gran premio della giuria al Festival di Berlino, avendo così maggiore visibilità non solo in Europa ma anche negli Stati Uniti. In questo film spiega come "la fortuna è un regalo inalienabile dell'esistenza, gli esseri nascono felici e non hanno altro fine nella vita che rimanere in questa felicità". Soggiornò brevemente a Los Angeles dove oltre a girare Lions Love realizzò il documentario Black Panthers dedicato al processo agli esponenti delle Pantere Nere, organizzazione rivoluzionaria afroamericana. Nel 1971 a Parigi conobbe Jim Morrison, trasferitosi lì da poco con la fidanzata Pamela Courson. Morrison, stanco della fama di leader dei Doors, si recò a Parigi per cercare di promuovere un suo cortometraggio girato in America: The Hitchhiker.
 Agnès Varda sarà, con Alan Ronay, tra i pochissimi testimoni dei funerali segreti dell'amico Jim, qualche giorno prima che la notizia della sua morte fosse ufficializzata.
Per la cineasta, l’arte cinematografica è sempre stata collegata alla realtà, per questo nella sua filmografia non ha mai lasciato da parte il genere documentario. Gira i cortometraggi “Black Panthers” e “Mur Murs”, e la trilogia, “Jacquot de Nantes”, dedicata al regista e marito Jacques Demy. Jean Douchet su "Arts" nel 1959 scriveva: "Agnès Varda è la prima donna cineasta, l'equivalente di una Madame De Staël nella letteratura, l'equivalente femminile di Ingmar Bergman".
Nel 1983 fu membro della giuria del Festival di Venezia mentre nel 1984 vinse il Miglior cortometraggio grazie a Ulysse. Nel 1985 fu la volta di Senza tetto né legge (Sans toit ni loi), il film che mise in luce la giovane Sandrine Bonnaire e che si aggiudicò il Leone d'oro alla Mostra cinematografica di Venezia. Nel 1987 filmò Jane Birkin che, appena superati i quarant'anni, viveva un brutto momento dal punto di vista professionale. Da questo incontro nacque Jane B. par Agnès Varda, un film a metà tra documentario e fiction che in Italia venne distribuito in lingua originale sottotitolato. Durante la lavorazione, Jane Birkin ebbe l'idea che porterà l'anno dopo la Varda a girare Kung-Fu Master, sempre con l'attrice come protagonista.
Dopo la morte del marito Jacques Demy avvenuta nel 1990, la Varda girò tre film in suo onore Garage Demy, Les demoiselles ont eu 25 ans e L'univers de Jacques Demy, il primo un film a soggetto, gli altri documentari. Diresse ancora Cento e una notte nel 1995, il suo personale tributo all'arte cinematografica, coinvolgendo i migliori attori francesi e altre star internazionali. Venne omaggiata di un Premio César onorario nel 2005, e nello stesso anno è giurata al Festival di Cannes ma continuò a lavorare su altri documentari, apprezzati poi in tutto il mondo. È stata la prima donna regista nella storia del cinema a ricevere l'Oscar d'onore nel 2017. Agli Oscar e a Cannes si schierò con il #metoo, e a Vanity Fair disse: «È sempre una cosa positiva quando le donne si fanno sentire un po’ di più. Bisogna determinare la dose di femminismo da inculcare nei ragazzi: ecco cos’è importante».
Morì nella sua casa a Parigi a causa di un cancro il 29 marzo 2019 all'età di 90 anni. Ai suoi funerali parteciparono diverse figure celebri nel mondo dello spettacolo, tra cui Catherine Deneuve, Julie Gayet, Macha Méril, Sandrine Kiberlain e Jacques Toubon. Il suo corpo venne sepolto presso il cimitero di Montparnasse, insieme al marito Jacques Demy.

## Vita privata
Da una sua relazione breve e tormentata con l'attore e regista Antoine Boursellier nacque Rosalie, che non sarà mai riconosciuta dal padre. Nel 1958 la regista incontrò il collega Jacques Demy, con cui si sposò. Demy adottò la piccola Rosalie e con Agnès ebbe un figlio, Mathieu Demy. Il matrimonio durò fino al 1990, quando lui morì.

## Retrospettive
La Cineteca di Bologna nel 2018 in occasione della Giornata internazionale della donna inaugura la retrospettiva Varda, Varda... dedicata alla regista che viene definita un «monumento del cinema francese».
Una mostra e retrospettiva alla Cinémathèque française svoltasi dall'11 ottobre 2023 al 28 gennaio 2024, Viva Varda!, è dedicata alla regista e fotografa definita «figura iconica del cinema francese». Cahiers du cinéma per l'occasione dedica un ampio spazio ad Agnès Varda attraverso due articoli che si trovano in una sezione della rivista chiamata Cinéma retrouvé, accomunata con Sacha Guitry, cui è dedicato un terzo articolo specifico. Nella rassegna, scrive Jean-Marie Samocki, il piacere di creare è tutt'uno con la memoria che rivivifica il presente e la necessità di una reinvenzione di sé che sappia disfarsi della nostalgia.
I riconoscimenti avuti per l'intera sua opera da Agnès Varda partono dalla valutazione data da Georges Sadoul nel 1965 nel suo Dictionnaires des cinéastes, tradotto in Italia due anni dopo, dove si legge che Le pointe courte è considerato «avanguardia della Nouvelle Vague», Cleo dalle 5 alle 7 «il suo capolavoro» e il documentario e Opera Mouffe di «una sarcastica tenerezza». Il critico continua poi annotando che «la rivelazione Varda non ha retto a due prove ambiziosissime e variamente fallite: l'interessante Le bonheur, l'insignificante Les créatures».

## Filmografia

### Lungometraggi
- La pointe courte (1955)
- Cleo dalle 5 alle 7 (Cléo de 5 à 7) (1962)
- Il verde prato dell'amore (Le bonheur) (1965)
- Le creature (Les créatures) (1966)
- Lions Love (1969)
- Nausicaa (1970)
- Una canta, l'altra no (L'une chante, l'autre pas) (1977)
- Documenteur (1981)
- Senza tetto né legge (Sans toit ni loi) (1985)
- Jane B. par Agnès V. (1988)
- Kung-Fu Master (1988)
- Garage Demy (Jacquot de Nantes) (1991)
- Cento e una notte (Les cent et une nuits de Simon Cinéma) (1995)

### Documentari
- Salut les cubains (1963)
- Elsa la rose (1965)
- Lontano dal Vietnam (Loin du Vietnam) (1967)
- Black Panthers (1968)
- Réponse de femmes: Notre corps, notre sexe (1975)
- Daguerréotypes (1976)
- Murs, murs (1981)
- Les Dites Cariatides (1984)
- Les Demoiselles ont eu 25 ans (1993)
- L'Univers de Jacques Demy (1995)
- La vita è un raccolto (Les glaneurs et la glaneuse) (2000)
- Les Glaneurs et la glaneuse... deux ans après (2002)
- Ydessa, les ours et etc. (2004)
- Cinévardaphoto (2004)
- Quelques veuves de Noirmoutier (2005)
- La Rue Daguerre en 2005 (2005)
- Les plages d'Agnès (2008)
- Agnès de ci de là Varda (2011)
- Visages, villages (2018)
- Varda par Agnès (2019)

### Cortometraggi
- Ô saisons, ô châteaux (1957)
- Du côté de la côte (1958)
- L'Opéra-Mouffe (1958)
- La Cocotte d'Azur (1958)
- Les fiancés du pont Macdonald (1961)
- Salut les cubains (1963)
- Elsa la rose (1966)
- Oncle Yanco (1967)
- Pier Paolo Pasolini - Agnès Varda - New York (1967)
- Qu'est-ce qu'être femme. Réponses de femme (1975)
- Plaisir d'amour en Iran (1976)
- Ulysse (1982)
- 7p., cuis., s. de b., ... à saisir (1984)
- Histoire d'une vieille dame (1985)
- T'as de beaux escaliers, tu sais (1986)
- Le Lion volatil (2003)
- Der Viennale '04 - Trailer (2004)

## Premi cinematografici
Premio Oscar
- 2018 - Oscar onorario
- 2018 - Candidatura al miglior documentario per Visages, villages

Altri riconoscimenti
- 1985: Leone d'oro al miglior film alla Mostra del Cinema di Venezia per Senza tetto né legge
- 2015: Palma d'oro onoraria al Festival di Cannes
- 2016 - Efebo d'Oro alla Carriera